# تيجي (قناة تلفزيونية)
تيجي (بالفرنسية: TiJi) هي قناة تلفزيونية مواضيعية فرنسية للشباب متخصصة في بث برامج الأطفال. تدار من قبل مجموعة إم 6. 

## روابط خارجية
- الموقع الرسمي